# 踏虎尾的男人
《踏虎尾的男人》（日语：虎の尾を踏む男達）又譯作《踩虎尾的男人》或《膽大包天的人們》，乃日本知名導演黑澤明在1952年執導的電影。本片只有59分鐘的片長。

## 劇情提要
此部電影取材自能樂作品《安宅》和歌舞伎劇目《勸進帳》，元曆2年（1185年）平家在壇之浦之戰落敗，源九郎義經功高受勳。但猜忌總是人性的弱點，義經的同父異母兄賴朝懷疑他企圖顛覆朝野，於是下令追殺之。義經遂率領六名親信部下喬裝成僧侶，連夜逃往加賀國。他們一行七人在山上遇到腳伕強力，後者認出他們就是被追殺的弟弟與其親信。
後來義經一行人途經安宅關口，其心情便如同踏虎尾般戰戰兢兢。靠著辨慶的機智騙過富樫左衛門與其部下，而得以通關。就在一行人即將離開關口時，認得義經的源賴朝親信認定個頭瘦小的腳伕是義經，要他立刻取下斗笠。千鈞一髮之際，辨慶推倒義經並抄起棍子打他，抱怨因其緊張害得大家過不了關。守將富樫看到此情形，覺得哪有主子被家臣杖責的道理，遂放一行人過關。
正當一行人準備趕路之際，富樫的使者送上酒宴以表歉意。雖然富樫可能又來打探底細，但光憑辨慶等人的功夫便可擊退這些使者，於是他們放心豪飲、娛樂表演。 稍事歇息後，腳伕強力發現一行人已然離開。

## 拍攝趣聞
籌畫該部片時正值太平洋戰爭末期，拍攝用的底片被軍部嚴格檢查管制。描寫桶狹間之戰的腳本《且慢！這支槍！》（（日語）どっこいこの槍）因需要使用大量馬匹暫時被擱置，反而改拍內容簡單的影片，故本片在深山裡開拍。據說美國著名導演約翰·福特當年在同盟國軍事佔領日本期間投身軍旅時，曾在日本戲院觀賞此片。多年後他和黑澤明會面提及此事，令黑澤大感吃驚。
不過戰後日本實施嚴格的媒體檢查制度，審查官以「將日本古典歌舞伎《勸進帳》修改成這樣，簡直是愚弄大家」為由激怒了黑澤明，為此審查官將這部電影當作「未報告的非法電影作品」，從等待上映的名單中剔除。3年後駐日盟軍總司令部的電影審查官見到此齣電影相當有趣，才予以解禁公開播映。不過該片的上映日期為1952年4月24日，比《舊金山和約》的生效日期1952年4月28日還要早。

## 演員
- 辨慶：大河内傳次郎
- 富樫：藤田進
- 強力：榎本健一
- 龜井：森雅之
- 片岡：志村喬
- 伊勢：河野秋武
- 駿河：小杉義男
- 常陸坊：橫尾泥海男
- 義經：仁科周芳（第十代岩井半四郎）
- 梶原之使者：久松保夫
- 富樫之使者:清川莊司

## 拍攝製作人員
- 導演：黑澤明
- 製作：伊藤基彥
- 脚本：黑澤明
- 攝影：伊藤武夫
- 美術：久保一雄
- 剪輯：後藤敏男
- 音樂：服部正

## 內部連結
- 武藏坊辨慶
- 源義經
- 安宅
- 勸進帳

## 外部連結
- （英文）IMDb: Tora no o wo fumu otokotachi （页面存档备份，存于）